# My Life (singel 50 Centa)
My Life – singel amerykańskiego rapera 50 Centa, którego premiera odbyła się 26 listopada 2012 roku na iTunes. W utworze gościnnie udzielili się raper Eminem oraz piosenkarz Adam Levine. Pierwotnie został wydany jako drugi singel promujący album Curtisa Jacksona pt. Street King Immortal, ale w późniejszym czasie został usunięty z projektu. Produkcją piosenki zajął się Symbolyc One (S1), który także był współtwórcą tekstu utworu.
Singel uzyskał certyfikat platyny za sprzedaż ponad 70 000 egzemplarzy w Australii.

## Lista utworów
Digital single
| Nr | Tytuł utworu                            | Twórcy tekstu                                                             | Producent         | Długość |
| -- | --------------------------------------- | ------------------------------------------------------------------------- | ----------------- | ------- |
| 1. | „My Life (gości. Eminem & Adam Levine)” | Curtis Jackson, Marshall Mathers, Adam Levine, Larry Griffin, Herb Rooney | Symbolyc One (S1) | 3:59    |

CD
| Nr | Tytuł utworu                                             | Twórcy tekstu                                                             | Producent         | Długość |
| -- | -------------------------------------------------------- | ------------------------------------------------------------------------- | ----------------- | ------- |
| 1. | „My Life (album version) (gości. Eminem & Adam Levine)”  | Curtis Jackson, Marshall Mathers, Adam Levine, Larry Griffin, Herb Rooney | Symbolyc One (S1) | 3:59    |
| 2. | „My Life (edited version) (gości. Eminem & Adam Levine)” | Curtis Jackson, Marshall Mathers, Adam Levine, Larry Griffin, Herb Rooney | Symbolyc One (S1) | 3:59    |